# 萨纳
萨纳（法語：Sannat，法語發音：[sana]）是法国克勒兹省的一个市镇，属于欧比松区。

## 地理
萨纳（46°7'10"N, 2°24'28"E）面积34 平方千米，位于法国新阿基坦大区克勒兹省，该省份为法国中部省份，位于法國中央高原西北部，北起安德尔省和谢尔省，西接维埃纳省，南至科雷兹省，东临多姆山省，东北与阿列省接壤。
与萨纳接壤的市镇（或旧市镇、城区）包括：阿尔弗耶-沙坦、武埃兹河畔尚邦、埃沃莱班、曼萨、勒泰尔、圣瑞利安拉热内特、圣普列斯特、塔尔德。

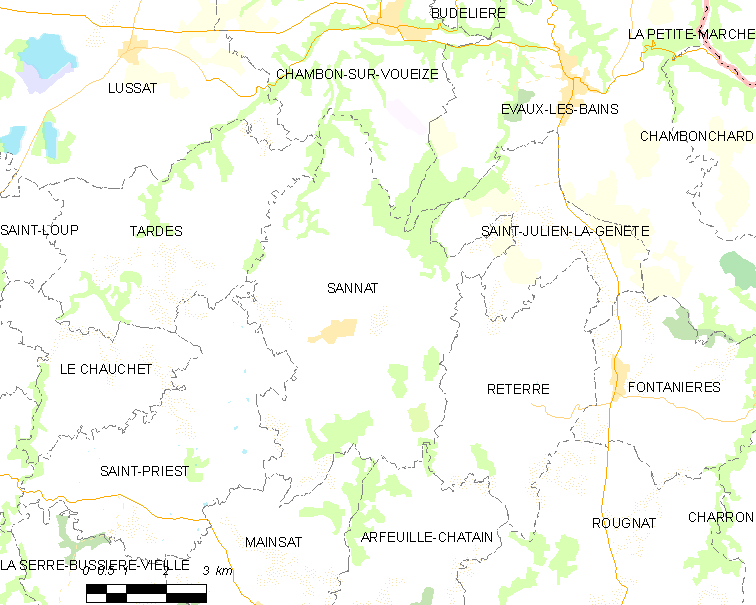
萨纳的OSM定位图

萨纳的时区为UTC+01:00、UTC+02:00（夏令时）。

## 行政
萨纳的邮政编码为23110，INSEE市镇编码为23167。

## 政治
萨纳所属的省级选区为埃沃莱班县。

## 人口

1962-2008年间萨纳人口变化图示

萨纳于2022年1月1日时的人口数量为347人。